# Župnija Vogrsko
Župnija Vogrsko je rimskokatoliška teritorialna župnija dekanije Šempeter škofije Koper.

## Sakralni objekti
- župnijska cerkev sv. Justa